# Phylloscopus chloronotus
A Phylloscopus chloronotus a verébalakúak (Passeriformes) rendjébe, ezen belül a füzikefélék (Phylloscopidae) családjába és a Phylloscopus nembe tartozó faj. 9-10 centiméter hosszú. Költési területe a Himalája (észak-Pakisztántól dél-Kínáig), az erdős részeket kedveli, télen délebbre vonul. Többnyire rovarokkal táplálkozik. Májustól júniusig költ.

## Alfajai
- P. c. simlaensis (Ticehurst, 1920) – nyugat-Himalája (észak-Pakisztántól közép-Nepálig, télen a déli völgyekbe húzódik;
- P. c. chloronotus (J. E. Gray & G. R. Gray, 1847) – közép- és kelet-Himalája (közép-Nepáltól dél-Kínáig), télen a déli völgyekbe húzódik.

A korábbi P. c. forresti (Rothschild, 1921) alfajt ma külön fajnak tekintik (Phylloscopus forresti).

## Fordítás
- Ez a szócikk részben vagy egészben  a   Lemon-rumped warbler című angol Wikipédia-szócikk fordításán alapul.  Az eredeti cikk szerkesztőit annak laptörténete sorolja fel. Ez a jelzés csupán a megfogalmazás eredetét és a szerzői jogokat jelzi, nem szolgál a cikkben szereplő információk forrásmegjelöléseként.